# Bathyporeia sarsi
Bathyporeia sarsi är en kräftdjursart som beskrevs av Watkin 1938. Bathyporeia sarsi ingår i släktet Bathyporeia och familjen Pontoporeiidae. Arten är reproducerande i Sverige. Inga underarter finns listade i Catalogue of Life.